# Inlander (Nederlands-Indië)
Inlander was in de kolonie Nederlands-Indië de term om een autochtone bewoner aan te duiden.
De term heeft voor hen die er vroeger mee werden aangeduid, tot op de dag van vandaag een negatieve connotatie. Dit houdt verband met de wijze waarop men destijds een koloniale samenleving inrichtte. Die inrichting wordt door sommigen vergeleken met het Zuid-Afrikaanse systeem van apartheid. Er waren verschillende regels van kracht en er werden verschillende voorzieningen geboden aan onderscheiden etnische groepen.
Een indruk van de positie van de inlander in de koloniale samenleving van Nederlands-Indië geven de romans van Pramoedya Ananta Toer.